# Вільям Баумгартнер
Вільям «Віллі» Баумгартнер (нім. William Baumgartner, 4 березня 1911 — 27 жовтня 1985) — швейцарський футболіст, що грав на позиції захисника. Виступав, зокрема, за клуби «Грассгоппер» і «Берн», а також національну збірну Швейцарії. По завершенні ігрової кар'єри — тренер.

## Клубна кар'єра
В 1932—1934 роках виступав у клубі «Грассгоппер». В обох сезонах його клуб ставав срібним призером чемпіонату Швейцарії, пропускаючи вперед «Серветт». Також «Грассгоппер» двічі виходив у фінал Кубка Швейцарії. В 1933 році клуб поступився у вирішальному матчі з рахунком 3:4 «Базелю». В 1934 році «Грассгоппер» виграв кубок, перегравши у фіналі «Серветт» з рахунком 2:0, щоправда, Баумгартнер участі в цьому матчі не брав.
Виступав у складі клубу Берн у вищому дивізіоні чемпіонату Швейцарії. Найвищий результат, якого досягла команда в ті роки — четверте місце в лізі в 1934 і 1936 роках>. Також з командою грав у півфіналі Кубка Швейцарії в 1935 і 1936 роках.
Влітку 1936 року брав участь в Кубку Мітропи. Швейцарські клуби вперше отримали запрошення виступити в турнірі, розпочинали свій шлях в кваліфікаційному раунді і всі четверо представників не змогли пройти далі. «Берн» зустрічався з італійським клубом «Торіно» і без шансів двічі програв 1:4 і 1:7.
В сезоні 1938-39 грав у вищому дивізіоні чемпіонату Швейцарії за клуб «Біль-Б'єнн».

## Виступи за збірну
1933 року дебютував в офіційних матчах у складі національної збірної Швейцарії. Дебютував у матчі проти збірної Італії (0:3) в матчу Кубка Центральної Європи 1933—1935 Протягом кар'єри у національній команді провів у її формі 6 матчів. Серед них три товариських гри і ще дві у Кубку Центральної Європи 1936—1938.

## Тренерська кар'єра
В сезоні 1942-43 років був тренером команди «Гельветія» (Берн). Після цього три роки тренував один зі своїх колишніх клубів — «Біль-Б'єнн». В 1945 року команда стала п'ятою в чемпіонаті. Уже без Баумгартнера «Біль-Б'єнн» виграв свій єдиний в історії титул чемпіона країни в 1947 році з новим наставником Герхардом Вальтером.
Двічі очолював збірну Швейцарії: в 1951-1953 роках, а також в 1955—1958 роках. Загалом тренував команду в 27 матчах. Обидва рази входив до тренерської ради, що складалась з трьох наставників.

## Статистика виступів

### Статистика виступів в чемпіонаті
Виступи у вищому дивізіоні чемпіонату Швейцарії починаючи з сезону 1933/34.
| Сезон                       | Матчі | Голи | Клуб        |
| --------------------------- | ----- | ---- | ----------- |
| Чемпіонат Швейцарії 1933/34 | 17    | 1    | Грассгоппер |
| Чемпіонат Швейцарії 1934/35 | 20    | 0    | Берн        |
| Чемпіонат Швейцарії 1935/36 | 26    | 0    | Берн        |
| Чемпіонат Швейцарії 1936/37 | 19    | 0    | Берн        |
| Чемпіонат Швейцарії 1937/38 | 18    | 3    | Берн        |
| Чемпіонат Швейцарії 1938/39 | 16    | 0    | Біль-Б'єнн  |
| РАЗОМ                       | 116   | 4    |             |

### Статистика виступів у Кубку Мітропи
| №                      | Розіграш               | Стадія                 | Дата та місце проведення | Команда 1              | Рахунок | Команда 2 | Голи |
| ---------------------- | ---------------------- | ---------------------- | ------------------------ | ---------------------- | ------- | --------- | ---- |
| 1                      | 1936                   | кв. раунд              | 07.06.1936 Берн          | Берн                   | 1:4     | Торіно    |      |
| 2                      | 1936                   | кв. раунд              | 14.06.1936 Турин         | Торіно                 | 7:1     | Берн      |      |
| Всього в Кубку Мітропи | Всього в Кубку Мітропи | Всього в Кубку Мітропи | Всього в Кубку Мітропи   | Всього в Кубку Мітропи | 2       |           | 0    |

## Титули і досягнення
- Срібний призер чемпіонату Швейцарії (2):

«Грассгоппер»: 1932-1933, 1933-1934
- Володар Кубка Швейцарії (1):

«Грассгоппер»: 1933-1934
- Фіналіст Кубка Швейцарії (1):

«Грассгоппер»: 1932-1933